# Championnats d'Europe de gymnastique artistique féminine 1987
Navigation
Édition précédente Édition suivante
Le 16e championnat d'Europe de gymnastique artistique féminine s'est déroulé à Moscou en Union soviétique en 1987.

## Résultats

### Concours général individuel
| Rang               | Gymnaste                 | Total |
| ------------------ | ------------------------ | ----- |
| Médaille d'or      | Daniela Silivas (ROU)    |       |
| Médaille d'argent  | Alevtina Pryakhina (URS) |       |
| Médaille de bronze | Yelena Chuchunova (URS)  |       |
| Médaille de bronze | Diana Dudeva (BUL)       |       |

### Finales par engins

#### Saut
| Rang               | Gymnaste                | Total |
| ------------------ | ----------------------- | ----- |
| Médaille d'or      | Yelena Chuchunova (URS) |       |
| Médaille d'argent  | Daniela Silivas (ROU)   |       |
| Médaille de bronze | Eugenia Golea (ROU)     |       |

#### Barres asymétriques
| Rang               | Gymnaste              | Total |
| ------------------ | --------------------- | ----- |
| Médaille d'or      | Daniela Silivas (ROU) |       |
| Médaille d'argent  | Diana Dudeva (BUL)    |       |
| Médaille de bronze | Dörte Thümmler (GDR)  |       |

#### Poutre
| Rang               | Gymnaste              | Total |
| ------------------ | --------------------- | ----- |
| Médaille d'or      | Daniela Silivas (ROU) |       |
| Médaille d'argent  | Eugenia Golea (ROU)   |       |
| Médaille de bronze | Anja Wilhelm (FRG)    |       |

#### Sol
| Rang               | Gymnaste                 | Total |
| ------------------ | ------------------------ | ----- |
| Médaille d'or      | Daniela Silivas (ROU)    |       |
| Médaille d'argent  | Camelia Voinea (ROU)     |       |
| Médaille de bronze | Alevtina Pryakhina (URS) |       |

## Tableau des médailles
| 1 | {{country data {{{1}}} | Pays/callback | name = | variant= | size= }} | ? | ? | ? | ? |
| 2 | {{country data {{{1}}} | Pays/callback | name = | variant= | size= }} | ? | ? | ? | ? |
| 3 | {{country data {{{1}}} | Pays/callback | name = | variant= | size= }} | ? | ? | ? | ? |
| 4 | {{country data {{{1}}} | Pays/callback | name = | variant= | size= }} | ? | ? | ? | ? |
| 5 | {{country data {{{1}}} | Pays/callback | name = | variant= | size= }} | ? | ? | ? | ? |
| 6 | {{country data {{{1}}} | Pays/callback | name = | variant= | size= }} | ? | ? | ? | ? |
| 7 | {{country data {{{1}}} | Pays/callback | name = | variant= | size= }} | ? | ? | ? | ? |
| 8 | {{country data {{{1}}} | Pays/callback | name = | variant= | size= }} | ? | ? | ? | ? |